# Lijst van burgemeesters van Eemsmond
Dit is een lijst van burgemeesters van de voormalige Nederlandse gemeente Eemsmond in de provincie Groningen.
De gemeente Eemsmond ontstond op 1 januari 1990 door samenvoeging van de gemeenten Hefshuizen, Kantens, Usquert en Warffum. De nieuwe gemeente droeg aanvankelijk de naam Hefshuizen. Twee jaar later koos de gemeenteraad voor de naam Eemsmond. Eemsmond is op 1 januari 2019 samen met De Marne, Bedum en Winsum gefuseerd tot de gemeente Het Hogeland.
| Ambtsperiode                        | Naam burgemeester   | Partij of stroming | Bijzonderheden |
| ----------------------------------- | ------------------- | ------------------ | -------------- |
| 1 januari 1990 - 1997               | Bert (A.E.J.) Smidt | PvdA               |                |
| 1 oktober 1997 - 15 september 2001  | Hans van der Laan   | PvdA               |                |
| 1 maart 2002 - 1 april 2007         | Gerard Renkema      | CDA                |                |
| 1 april 2007 - 16 november 2007     | Jaap van Dijk       | CDA                | waarnemend     |
| 16 november 2007 - 31 december 2018 | Marijke van Beek    | PvdA               |                |